# Johann Georg Lumnitzer
Johann Georg Lumnitzer (31. května 1783, Spišská Nová Ves – 25. ledna 1864, Brno) byl evangelický duchovní, pedagog, malíř a rytec.
Působil jako ředitel evangelického gymnázia v Těšíně, posléze jako pastor v Těšíně (1817–1824) a následně v Brně. V letech 1830–1863 zastával úřad moravskoslezského superintendenta evangelické církve augsburského vyznání.

## Galerie

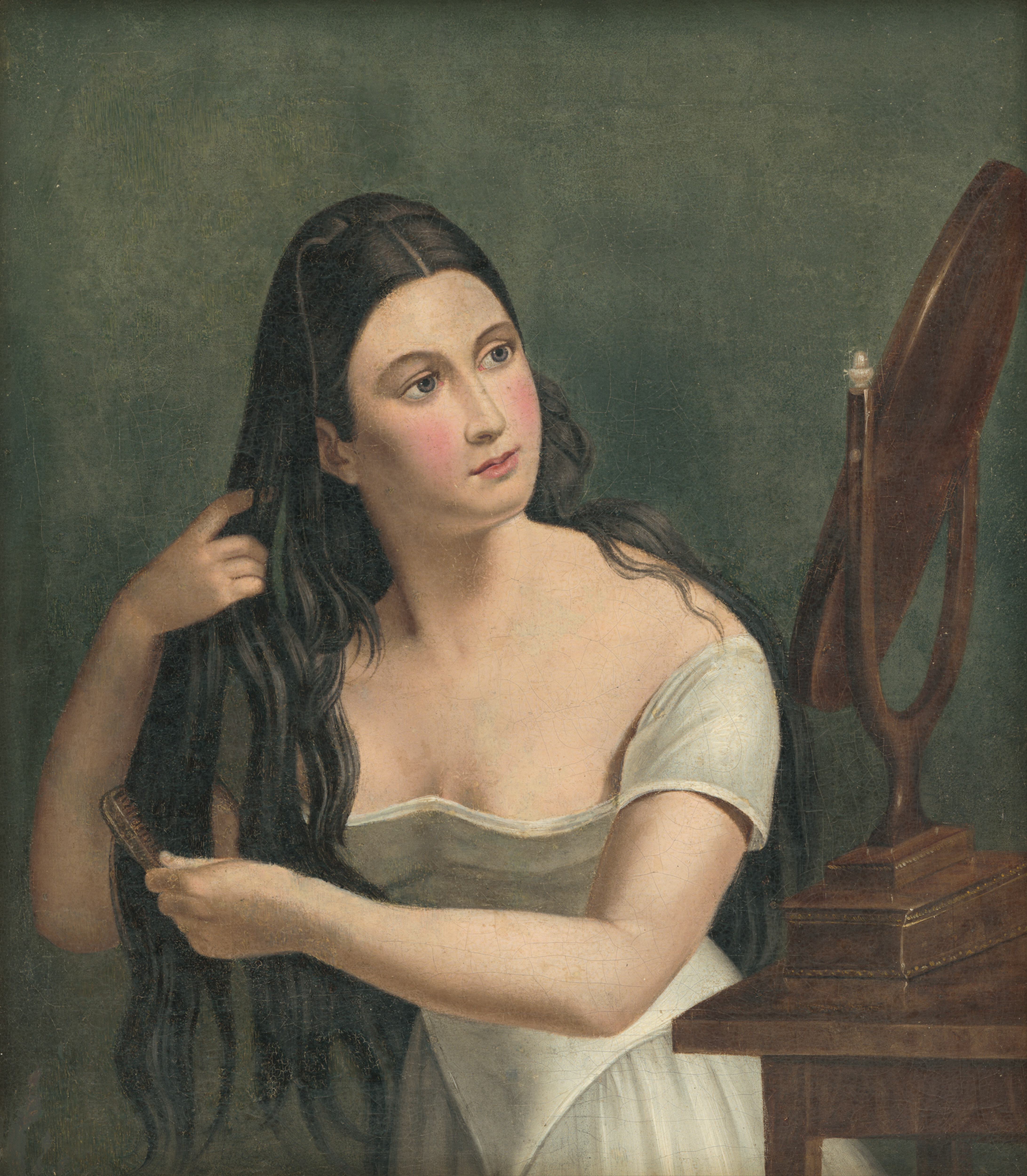
Lumnitzerův obraz Dívka před zrcadlem
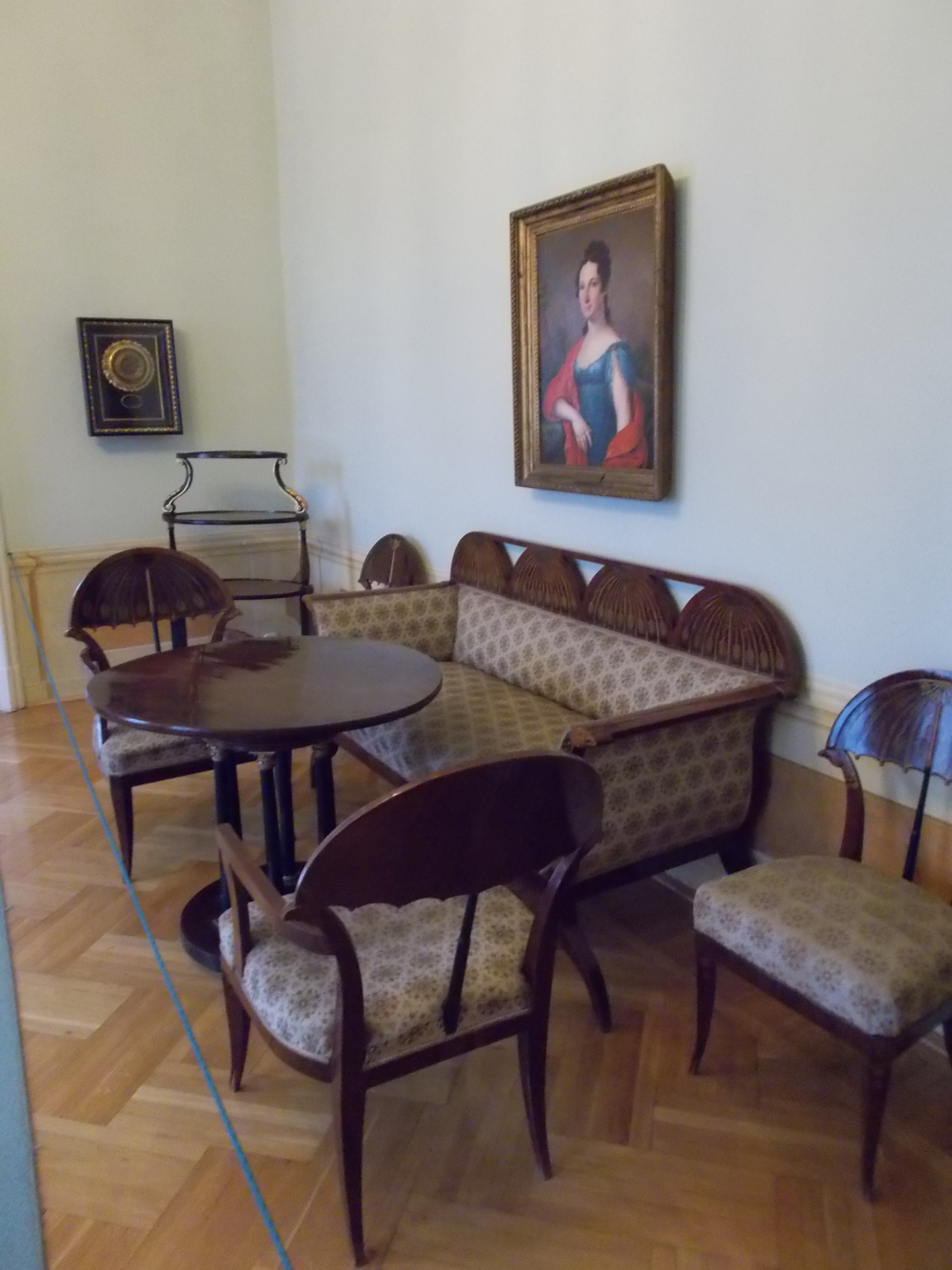
Lumnitzerův portrét Theresie Zenkerové v expozici budapešťského Muzea užitého umění